# Leonardo Perucci
Leonardo Raniero Perucci Molvin (Antofagasta, 13 de diciembre de 1937) es un actor chileno, nacionalizado costarricence. También se ha desempeñado como director de teatro, dramaturgo, productor y presentador de televisión. 

## Biografía
Nació el 13 de diciembre de 1937 en Antofagasta. Hijo de Bruno Perucci Giacaglia. Es nieto de los italianos Raniero Perucci Romani (n. 1868-f. 1937), y de Emilia Giacaglia Panfiggi (n. 1872-f. 1959), ambos naturales de Ancona. Sus abuelos migraron a Chile en 1893. Ambos fueron propietarios y fundadores del Teatro Alhambra de Taltal.A los 4 años de edad, su madre y su única hermana perdieron la vida producto de tuberculosis. Perucci creció bajo la tutela de su tía paterna, Francesca Perucci Giacaglia en Taltal. 
Se trasladó a Santiago, donde cursó estudios de odontología y psicología. Ingresó posteriormente a Artes escénicas a la Academia de Teatro Ensayo de la Pontificia Universidad Católica de Chile (PUC). 

## Carrera artística
Su primera oportunidad profesional ocurrió en 1961, mientras cursaba su primer año de universidad, en la obra La pérgola de las flores, reemplazando al actor Charles Beecher en el papel de Tomasito.En 1962, Perucci asumió la dirección de revistas de Fotonovelas.
En 1965 se integró a las producciones audiovisuales de Canal 13 (Chile). Sus primeros roles fueron en las series de corte semanal Juntos se pasa mejor y El litre 4916. En 1967 encarnó a Diego Portales en la miniserie El motín de Quillota. En el mismo año, protagonizó junto a Silvia Santelices Los días jóvenes, considerada la primera ficción chilena catalogada como telenovela.
En 1970 protagonizó junto a Peggy Cordero, con gran éxito de audiencia, la telenovela El padre Gallo, de Arturo Moya Grau para Televisión Nacional de Chile.
El 19 de agosto de 1973, Perucci declinó asistir al X Festival Mundial de la Juventud y los Estudiantes en Berlín Este para asistir como miembro de una delegación chilena al XIII Congreso de la Central de Trabajadores en La Habana. El actor decidió no retornar a Chile tras el golpe de Estado en Chile del 11 de septiembre de 1973, encabezado por Augusto Pinochet y la Junta Militar contra el gobierno de Salvador Allende y que dio inicio a la dictadura cívico-militar. 
Desde agosto de 1973 hasta marzo de 1979, Perucci permaneció en Cuba, donde recobró su carrera artística bajo el Ministerio de Cultura de Cuba. Se desempeñó como actor de teatro y de espectáculos, y se formó director y dramaturgo con profesionales de la Unión Soviética y de la República Democrática Alemana. Montó quince obras de teatro, y también realizó una gira en Canadá.
El 2 de abril de 1979, Leonardo Perucci abandonó La Habana y se radicó en San José (Costa Rica). En menos de dos semanas protagonizó la obra Fuenteovejuna, donde conoció a su esposa y se convirtió en profesor de la Universidad de Costa Rica. También se unió a la Compañía Teatro Del Ángel, de los chilenos exiliados Alejandro Sieveking y Bélgica Castro, y luego se unió a la Compañía Nacional de Teatro de Costa Rica, donde protagonizó la obra ¿Quién le teme a Virginia Woolf?, que le mereció el Premio Anual de Teatro a la Mejor interpretación masculina, otorgado por el Ministerio de Cultura, Juventud y Deportes de Costa Rica. Fue presentador del programa de televisión Fabulosos Sábados, luego fue presentador y productor del programa Fantástico.
A mediados de la década de 2000, retornó a su país de origen y actuó en cuatro telenovelas producidas por Canal 13. Obtuvo el rol antagonista de Hippie (2004). Por su desempeño, Perucci recibió una nominación al Mejor actor de reparto en los Premios Apes de 2005.

## Vida personal

### Relaciones
Entre 1961 y 1962, Leonardo Perucci, de trece años menor, tuvo un romance con la actriz Carmen Barros, a quien conoció en la obra La pérgola de las flores. 
Desde 1970 hasta 1978 tuvo una relación con la actriz Peggy Cordero, y durante ese tiempo la relación gozó de un auge en los medios de espectáculos. Ambos fueron padres de Camilo Perucci, nacido en 1972. Tras su exilio político en Cuba, y luego de dos años de ausencia, se reunió con su familia a La Habana en 1975. Sin embargo, la relación con la actriz no prosperó y Perucci optó por el abandono parental, no sólo económico, sino también emocional. 
En 1979 Perucci migró a Costa Rica, donde conoció a la actriz y escritora costarricense Arabella Salaverry, con quien contrajo matrimonio y tuvo tres hijos.

### Salud
En abril de 2013 Leonardo Perucci informó de que padecía cáncer linfático. El 15 de octubre de 2013 anunció que fue dado de alta tras ocho sesiones de quimioterapia. En 2015 se le detectó un aneurisma en una de sus piernas. En 2017 debido a problemas cardiacos, Perucci se sometió a marcapasos artificial, que detonó diversos problemas de salud durante el 2024, que generaron cirugía y hospitalización. En 2023 se le detectó cáncer de próstata, que fue tratado con 20 sesiones de radioterapia en el Hospital México.

## Influencias
Leonardo Perucci ha considerado influencia artística de Alejandro Flores Pinaud y Héctor Duvauchelle, a quienes los ha nombrado como dos de sus grandes referentes. 

## Filmografía
| Año  | Título                         | Director            | Ref. |
| ---- | ------------------------------ | ------------------- | ---- |
| 1961 | Deja que los perros ladren     | Naum Kramarenco     |      |
| 1970 | El fin del juego               | Luis Cornejo        |      |
| 1970 | La casa en que vivimos,        | Patricio Kaulen     |      |
| 1971 | Los testigos                   | Charles Elsesser    |      |
| 1971 | Voto + fusil,                  | Helvio Soto         |      |
| 1971 | Con el santo y la limosna      | Germán Becker       |      |
| 1972 | Ya no basta con rezar          | Aldo Francia        |      |
| 1972 | Operación Alfa                 | Enrique Urteaga     |      |
| 1974 | Gracia y el forastero          | Sergio Riesenberg   |      |
| 1976 | Cantata de Chile               | Humberto Solás      |      |
| 1979 | Prisioneros desaparecidos      | Sergio Castilla     |      |
| 2004 | Caribe                         | Esteban Ramírez     |      |
| 2013 | Historia de un Óscar           | Dyrson Brown        |      |
| 2014 | Muñecas Rusas                  | Jurgen Ureña        |      |
| 2017 | Despertar: Awaken              | Soley Bernal        |      |
| 2018 | Buscando a Marcos Ramírez      | Ignacio Sánchez     |      |
| 2019 | Apego                          | Patricia Velásquez  |      |
| 2024 | Memorias de un cuerpo que arde | Antonella Sudasassi |      |

## Televisión
| Año  | Telenovela                           | Papel                  | Canal               |
| ---- | ------------------------------------ | ---------------------- | ------------------- |
| 1965 | Juntos se pasa mejor                 |                        | Canal 13            |
| 1966 | El motín de Quillota                 | Diego Portales         | Canal 13            |
| 1967 | El litre 4916                        | Eduardo Vilches        | Canal 13            |
| 1967 | Los días jóvenes                     | Francisco Jara         | Canal 13            |
| 1967 | Amalia                               | Eduardo Belgrano       | Canal 13            |
| 1968 | El socio                             | Manuel Bustamante      | Canal 13            |
| 1969 | La chica del bastón                  | Pablo Mendoza          | Canal 13            |
| 1969 | El rosario de plata                  | Fernando Ortiz         | Canal 13            |
| 1970 | Martín Rivas                         | Martín Rivas           | Televisión Nacional |
| 1970 | El padre Gallo                       | Patricio de los Robles | Televisión Nacional |
| 1970 | Cuarteto para instrumentos de muerte | Teo                    | Televisión Nacional |
| 1971 | La amortajada                        | Ricardo                | Televisión Nacional |
| 1972 | La sal del desierto                  | José María Sotomayor   | Televisión Nacional |
| 2004 | Hippie                               | José Patricio Arrieta  | Canal 13            |
| 2005 | Brujas                               | Humberto Fontaine      | Canal 13            |
| 2006 | Descarado                            | Néstor Montoya         | Canal 13            |
| 2007 | Papi Ricky                           | Génaro Chaparro        | Canal 13            |
| 2024 | Morgan, la serie                     |                        | Teletica            |

### Programas
- 1979-1983: Fabulosos sábados - Presentador
- 1982: 51 mil 100 (Canal 11) - Presentador
- 1985-1995: Fantástico (Teletica) - Presentador y productor ejecutivo
- 2011-2015: Giros (Canal 9) - Presentador

## Radionovelas
- La incomprendida de Radio Nederland Wereldomroep

## Premios y nominaciones
- Premio Mejor Director por obra El Día que murio de muerte natural mi amigo Gumersindo (Cuba).
- 1981: El Ministerio de Cultura, Juventud y Deportes de Costa Rica le otorgó el Premio Anual de Teatro a la Mejor Interpretación Masculina en la obra ¿Quién le teme Virginia Woolf?.
- Premio Anual de Teatro a la Mejor Interpretación en la obra La visita de la vieja dama.
- Premio Anual de Teatro a la Mejor Interpretación en la obra Tía Vania.
- Premio Anual de Teatro a la Mejor Interpretación Masculina en la obra Pedro y el Capitán.
- 2005: Recibió una nominación en los Premios Apes al Mejor actor de reparto por Hippie.